# Neohelea pastoriana
Neohelea pastoriana är en tvåvingeart som beskrevs av Jean Clastrier 1988.
Neohelea pastoriana ingår i släktet Neohelea och familjen svidknott. Artens utbredningsområde är Guinea. Inga underarter finns listade i Catalogue of Life.